# Close As You Get
Close As You Get es el décimo octavo álbum de estudio del guitarrista norirlandés de blues rock y hard rock Gary Moore, publicado en 2007 por el sello Eagle Records. Es uno de los discos con sonido más fino y ha sido considerado como uno de sus mejores trabajos de la última década, que mezcla con éxito sus dos géneros musicales. El álbum reunió después de años a Gary con su amigo y baterista de Thin Lizzy, Brian Downey, quién tocó en todas las canciones.
Obtuvo el puesto 102 en los UK Albums Chart del Reino Unido y alcanzó la séptima posición en la lista Top Blues Albums de los Estados Unidos.
Dentro del listado incluyó algunas versiones de temas de sus influencias, como «Thirty Days» de Chuck Berry, «Have You Heard?» de John Mayall, una versión acústica de «Sundown» de Son House, «Eyesight to the Blind» y «Checkin' Up on My Baby» de Sonny Boy Williamson y «Evenin'» de Jimmy Witherspoon.

## Lista de canciones
Todas las canciones escritas por Gary Moore, a menos que se indique lo contrario.

| N.º | Título                      | Escritor(es)         | Duración |  |
| 1.  | «If the Devil Made Whiskey» |                      | 2:48     |  |
| 2.  | «Trouble at Home»           |                      | 5:00     |  |
| 3.  | «Thirty Days»               | Chuck Berry          | 3:16     |  |
| 4.  | «Hard Times»                |                      | 3:04     |  |
| 5.  | «Have You Heard?»           | John Mayall          | 5:49     |  |
| 6.  | «Eyesight to the Blind»     | Sonny Boy Williamson | 2:34     |  |
| 7.  | «Evenin'»                   | Royce, Swain         | 5:47     |  |
| 8.  | «Nowhere Fast»              |                      | 3:38     |  |
| 9.  | «Checkin' Up on My Baby»    | Williamson           | 5:24     |  |
| 10. | «I Had a Dream»             |                      | 7:16     |  |
| 11. | «Sundown»                   | Son House            | 7:08     |  |

## Músicos
- Gary Moore: voz, guitarra eléctrica y dobro en «Sundown»
- Pete Rees: bajo
- Vic Martin: teclados
- Brian Downey: batería
- Mark Fetham: armónica en «Hard Times» y «Checkin' Up on My Baby»